# John Aalberg (Skilangläufer)
John Aalberg (* 14. Oktober 1960 in Ørland) ist ein ehemaliger US-amerikanischer Skilangläufer.

## Werdegang
Aalberg, der für die University of Utah startete, siegte in den Jahren 1984 und 1985 bei den NCAA-Meisterschaften über 15 km und gewann dreimal die Great American Ski Chase Series. Im Jahr 1991 wurde er erster Sieger beim Kangaroo Hoppet. Bei den Olympischen Winterspielen 1992 in Albertville belegte er den 33. Platz über 50 km Freistil, den 26. Rang in der Verfolgung und den 18. Platz über 10 km klassisch. Zudem errang er dort zusammen mit Ben Husaby, John Bauer und Luke Bodensteiner den 12. Platz in der Staffel. Seine besten Platzierungen bei den Nordischen Skiweltmeisterschaften 1993 in Falun waren der 33. Platz über 10 km klassisch und der 12. Rang mit der Staffel. Bei den Olympischen Winterspielen 1994 in Lillehammer lief er auf den 45. Platz über 10 km klassisch, auf den 43. Rang über 30 km Freistil und auf den 33. Platz in der Verfolgung. Zudem errang er dort zusammen mit Ben Husaby, Todd Boonstra und Luke Bodensteiner den 13. Platz in der Staffel.

## Teilnahmen an Weltmeisterschaften und Olympischen Winterspielen

### Olympische Winterspiele
- 1992 Albertville: 12. Platz Staffel, 18. Platz 10 km klassisch, 26. Platz 15 km Verfolgung, 33. Platz 50 km Freistil
- 1994 Lillehammer: 13. Platz Staffel, 33. Platz 15 km Verfolgung, 43. Platz 30 km Freistil, 45. Platz 10 km klassisch

### Nordische Skiweltmeisterschaften
- 1993 Falun: 12. Platz Staffel, 33. Platz 10 km klassisch, 37. Platz 50 km Freistil, 39. Platz 15 km Verfolgung